# 藪原駅
藪原駅（やぶはらえき）は、長野県木曽郡木祖村大字薮原にある、東海旅客鉄道（JR東海）中央西線の駅である。

## 歴史
- 1910年（明治43年）
  - 10月5日：国有鉄道中央東線が奈良井駅から延伸した際の終着駅として開業[1][2]。旅客及び貨物の取扱を開始[2]。
  - 11月25日：中央東線が宮ノ越駅まで延伸し、途中駅となる[3]。
- 1911年（明治44年）5月1日：線路名称改定[3]。当駅を含む中央東線が中央本線に改称される[3]。
- 1972年（昭和47年）11月30日：貨物の取扱を廃止[2]。
- 1984年（昭和59年）2月1日：荷物扱い廃止[2]。
- 1985年（昭和60年）3月22日：駅員無配置となり[4]、簡易委託駅となる[5]。
- 1987年（昭和62年）4月1日：国鉄分割民営化により東海旅客鉄道（JR東海）中央西線の駅となる[6]。

## 駅構造
単式ホーム1面1線と島式ホーム1面2線、計2面3線のホームを持つ、交換可能な地上駅。1・3番線を本線とし、真ん中の2番線が副本線となっている。2021年3月改正ダイヤでは、待避有無に関係なく2番線に入線する列車も設定されている。木曽福島駅管理の簡易委託駅である。留置線、跨線橋を有する。駅舎は開業当時からの木造。

### のりば
| 番線 | 路線        | 方向 | 行先               | 備考       |
| ---- | ----------- | ---- | ------------------ | ---------- |
| 1    | CF 中央本線 | 上り | 中津川・名古屋方面 |            |
| 2    | CF 中央本線 | 上り | 中津川・名古屋方面 | 一部の列車 |
| 2    | CF 中央本線 | 下り | 塩尻・長野方面     | 一部の列車 |
| 3    | CF 中央本線 | 下り | 塩尻・長野方面     |            |

## 利用状況
「長野県統計書」によると、1日平均の乗車人員は以下の通りである。
- 2007年度 - 179人
- 2010年度 - 162人[9]
- 2011年度 - 157人[10]
- 2012年度 - 161人[11]
- 2013年度 - 156人[12]
- 2014年度 - 145人[13]
- 2015年度 - 135人[14]
- 2016年度 - 131人[15]
- 2017年度 - 123人[16]
- 2018年度 - 114人[17]

## 駅周辺
中山道藪原宿を元としたエリアで当駅は市街地及び旧宿場町の南端に位置する。
- 木祖村役場[1]
- 薮原郵便局
- 国道19号
- 長野県道26号奈川木祖線
- 木祖村地域振興バス「ひまわり号」菅線・小木曽線藪原駅停留所
- 道の駅木曽川源流の里 きそむら - バスタ新宿行き中央高速バスの停留所を併設。

かつて駅西北に藪原営林署貯木場があり味噌川ぞいに藪原森林鉄道が敷設されていた。昭和40年度にトラック輸送に変わったが貯木場ものちに廃止された。
当駅にはかつて松本電鉄バス（松本電気鉄道が現在のアルピコ交通に再編される前の時期）やおんたけ交通の路線バスが乗り入れていたが、松本電鉄は1984年までに撤退し、おんたけ交通の路線は2006年4月に木祖村地域振興バスの路線へ移管された。また、1960年代では名古屋駅や大阪駅と長野駅を結ぶ急行列車「ちくま」など一部の優等列車が当駅に季節停車し、境峠経由で当駅（一部は木曽福島駅始発）から上高地バスターミナルに向かう路線バス（松本電気鉄道との接続が取られていた。東海・関西方面から上高地へ向かう場合、松本経由よりも薮原乗り換えの方が所要時間は短かったが、その後に廃止され、公共交通機関を利用した長野県側からの上高地アクセスは松本駅経由に集約されている。

## 隣の駅
東海旅客鉄道（JR東海）
CF 中央本線
奈良井駅 - 藪原駅 - 宮ノ越駅
なお、隣の奈良井駅との間には鳥居峠越えの散策路（歩行距離約6.4km）が設けられている。
中央本線（中央西線）の特急「しなの」の定期停車はないが、JR東海が企画するウォーキングイベント「さわやかウォーキング」開催時などには「しなの」が臨時停車する場合がある。また、過去には名古屋から直通する臨時快速列車の運行も行われた。